# 오치아이 미치히사

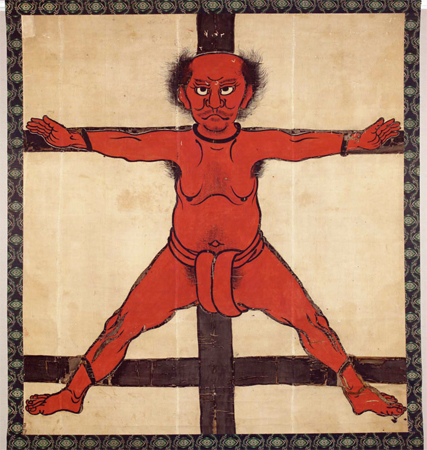
도리이의 처형 장면이 그려진 오치아이의 깃발. 도쿄대 소장

오치아이 미치히사(일본어: 落合道久)는 센고쿠 시대의 무장이다. 가이 다케다 씨의 가신. 특히 다케다 가쓰요리 지휘하에 나가시노 전투에 참전했을 때의 행적으로 알려져 있다.
오치아이는 나가시노 성 포위 중 다케다 군의 포위를 뚫고 원군을 요청하러 다녀오다 사로잡힌, 나가시노 성주 오쿠다이라 노부마사의 부하 도리이 스네에몬의 용감한 최후에 감명받아 도리어 도리이의 처형되는 모습을 그려 자신의 기치로 삼았다.

## 참고 문헌
- Stephen Turnbull (1998). 《The Samurai Sourcebook》 (영어). London: Cassell & Co. ISBN 1-85409-523-4.